# Hypotéza kontinua
Hypotéza kontinua (označovaná někdy jako CH (z anglického Continuum Hypothesis)) je matematické tvrzení formulované poprvé Georgem Cantorem v roce 1882. Toto tvrzení se týká otázky, zda existuje nějaká množina, jejíž mohutnost je ostře mezi mohutností množiny přirozených čísel a mohutností množiny čísel reálných (neboli kontinua), a odpovídá na ni záporně.

## Znění
Hypotézu kontinua lze formulovat mnoha vzájemně ekvivalentními způsoby, zde je jen několik z mnoha:
- Neexistuje nekonečná podmnožina reálné přímky, kterou by nebylo možné vzájemně jednoznačně (bijektivně) zobrazit na celou tuto přímku ani na množinu přirozených čísel.
- Mohutnost množiny všech reálných čísel (takzvaná mohutnost kontinua) je nejmenší nespočetnou mohutností.
- Ordinálními čísly menšími než první nespočetné je možné očíslovat všechny body ležící na přímce.
- {\displaystyle 2^{\aleph _{0}}=\aleph _{1}}

## Historie

### První formulace
V 70. letech 19. století se Georg Cantor intenzivně zabýval problematikou mohutností základních matematických oborů jako byla přirozená a reálná čísla a dokázal přitom fakt, že mohutnost oboru přirozených čísel je menší než mohutnost oboru čísel reálných (tj. reálná čísla nelze přirozenými očíslovat). Tento výsledek ho vedl k otázce, zda mohutnost množiny reálných čísel bezprostředně následuje za mohutností množiny čísel přirozených nebo existují množiny o mohutnosti ležící ostře mezi těmito dvěma. Intuice Cantorovi říkala, že žádné takové mezimohutnosti neexistují. Tuto svoji domněnku formuloval ve svém dopise Dedekindovi 5. listopadu 1882. V jiném dopise adresovaném tentokrát Mittag-Lefflerovi Cantor dokonce píše, že doufá, že mu bude moci poslat důkaz hypotézy kontinua do čtrnácti dnů, z čehož si lze udělat představu o tom, jak silně byl Cantor přesvědčen o pravdivosti této hypotézy. Podat takto rychlý důkaz se mu však nepodařilo, a tak problém hypotézy kontinua zůstal otevřený ještě více než osmdesát let.

### Otevřený problém
Poté, co problém hypotézy kontinua již téměř dvacet let odolával všem pokusům o vyřešení, zařadil ho David Hilbert v roce 1900 na první místo svého seznamu dvaceti tří problémů, které vstoupily do historie jako Hilbertovy problémy. Od té doby na vyřešení tohoto problému pracovaly desítky nejvýznamnějších i těch méně významných matematiků své doby.

### Postupné vyřešení
První zásadní průlom v otázce hypotézy kontinua přinesl Kurt Gödel, když roku 1940 pomocí své metody konstruovatelných množin prokázal relativní bezespornost (dokonce zobecněné) hypotézy kontinua (GCH) a axiomu výběru (AC) vzhledem k axiomům Zermelovy-Fraenkelovy teorie množin (ZF) (tj. prokázal, že jsou-li axiomy ZF bezesporné, pak je bezesporná i teorie ZF+AC+GCH – Zermelova-Fraenkelova teorie množin s axiomem výběru a zobecněnou hypotézou kontinua). Tím bylo prokázáno, že hypotézu kontinua není možné v teorii množin vyvrátit. Na odpověď na otázku, zda je ji možné dokázat, si museli matematici počkat ještě dalších 23 let. Teprve roku 1963 ukázal Paul Cohen užitím své metody generických rozšíření modelů teorie množin relativní bezespornost negace hypotézy kontinua vzhledem k ZF i vzhledem k ZFC (tj. hypotézu kontinua nelze v Zermelově-Fraenkelově teorii množin dokázat, a to ani s užitím axiomu výběru). Tím byl problém hypotézy kontinua konečně zcela vyřešen, neboť byla prokázána její nezávislost na axiomech ZF.